# Pero ogmopaea
Pero ogmopaea är en fjärilsart som beskrevs av Louis Beethoven Prout 1928. Pero ogmopaea ingår i släktet Pero och familjen mätare. Inga underarter finns listade i Catalogue of Life.